# Walter Kollo

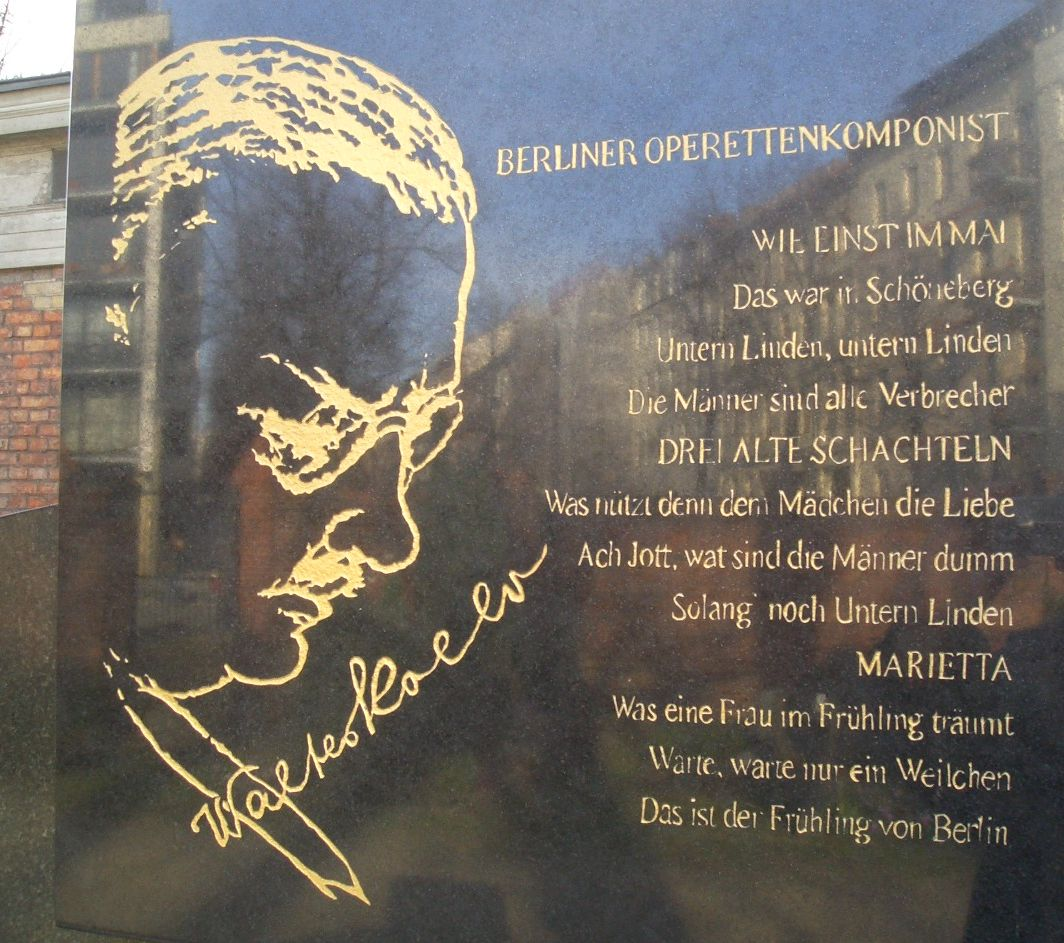
Grób Waltera Kollo na berlińskim cmentarzu Sophien-Friedhof II

Walter Kollo (ur. 28 stycznia 1878 w Nidzicy, zm. 30 września 1940 w Berlinie) – niemiecki kompozytor, autor tekstów, wydawca.
Jego prawdziwe nazwisko brzmiało Kolodziejski. Urodzony w rodzinie kupca Karla i matki Jadwigi, pianistki koncertowej. Pracował w teatrach w Królewcu, Szczecinie, a następnie w Berlinie. Jego utwory stały się szlagierami i do dziś znajdują się w programach muzyki rozrywkowej. W latach 1923–1928 współpracował z synem Willim. Po rozejściu się dróg artystycznych tego duetu jego utwory nigdy nie zyskały już tak szerokiego uznania. Również wnuk Waltera, René, kontynuuje rodzinną tradycję, jest tenorem.
Autor m.in. popularnej operetki „Lady Chic”, wystawionej m.in. w Teatrze Miejskim we Lwowie (1926) i Teatrze Popularnym w Łodzi (1932).